# Pseudomyrmex viduus
Pseudomyrmex viduus es una especie de hormiga del género Pseudomyrmex, subfamilia Pseudomyrmecinae. Esta especie fue descrita científicamente por Smith en 1858.

## Distribución
Se encuentra en Bolivia, Brasil, Colombia, Costa Rica, Cuba, Ecuador, Guayana Francesa, Antillas Mayores, Guyana, Honduras, México, Surinam y Trinidad y Tobago.